# ستيفن هوارد (كرة سلة)
ستيفن هوارد (بالإنجليزية: Stephen Howard)‏ مواليد 15 يوليو 1970 في دالاس، هو لاعب كرة سلة أمريكي معتزل. بدأ مسيرته الاحترافية في سنة 1992. اعتزل اللعب في 2008. لعب مع يوتا جاز، سان أنطونيو سبرز وسياتل سوبرسونيكس في إن بي إيه.

## روابط خارجية
- ستيفن هوارد على موقع إن بي أي (الإنجليزية)
- ستيفن هوارد على موقع سبورتس رفرنس (الإنجليزية)
- ستيفن هوارد على موقع الدوري الإسباني لكرة السلة (الإسبانية)
- ستيفن هوارد على موقع كرة السلة الأوروبية.كوم (الإنجليزية)
- ستيفن هوارد على موقع كلية كرة السلة في سبورتس رفرنس.كوم (الإنجليزية)
- ستيفن هوارد على موقع ريلجم (الإنجليزية)
- ستيفن هوارد على موقع بروبوليرز (الإنجليزية)
- ستيفن هوارد على موقع سبورتس رفرنس (الإنجليزية)